# 1937年香港市政局選舉
1937年香港市政局選舉原定在1月舉行，改選市政局兩席中的一席。羅伯托·亞歷山大·德·塞納·費爾南德斯·德·卡斯特羅·巴斯托在無競爭下連任。